# 创造壮族
《创造壮族：中国的族群政治》（英語：Creating the Zhuang : Ethnic Politics in China），白荷婷（Katherine Palmer Kaup）著，2000年出版。

## 内容
作者基于实地调研和文献资料，梳理壮族身份认同的形成过程，考察中国共产党关于民族问题的理论、制度和政策，认为中国共产党为了管理广西，创造了壮族，培养了壮族的族群意识。

## 评论
- 李富强：“在族群和民族主义研究上，它的最大特点就是否定民族原生论（该理论认为，民族认同或民族性来自具有共同世系或共同文化的根基性情感联系），认为族群和民族在本质上都是场景性的存在， 具有政治上的工具性。所以，20世纪70年代之后， 族群认同理论中的情景论（Circumstantialist）或工具论（Instrumentalist）取代了族群原生论（Primordialist），成为主导理论。该理论认为民族认同或民族性是在一定社会背景中为了群体利益的实践活动的产物。白荷婷的‘共产党创造壮族’的观点可以说是族群情景论或工具论在壮族研究中的反映。”[1]
- 卢露：“中心——边缘”、“国家——精英”等二元对立的视角，限制了白荷婷关注主体之间的互动，限制了白荷婷深入考察民国时期广西内部局势。缺乏对壮族分类标准与族群认同变化的讨论。[2][3]
- 雷勇：基于西方中心主义的观念分析壮族身份认同，体现了后现代主义和后殖民主义的理论工具和研究思路解释中国民族识别的局限性和不适用性。[4]